# Лами, Гийом
Гийом Лами (1644—1683) был французским врачом, наиболее известным своими симпатиями к эпикурейской философии и влиянием на материалистов, таких как Ламетри.
Известный сторонник ятрохимиков. Он вступил в оживленный спор с Пьером Крессе по поводу анатомических трактатов, в частности, касающихся местонахождения человеческой души. Лами был доктором-регентом на медицинском факультете Парижа и привлек как критику, так и похвалу со стороны коллег-врачей за попытки развития медицины в новых направлениях, основанных на эпикурейской философии. От своих сверстников он получил бесславное звание «бич факультета» за эти свои попытки проследить «новые дороги».
В 1675 году он опубликовал, «Discours anatomiques», переизданный в 1679 и 1685 годах, а затем в 1682 году вышел «Traité de l’antimoine». Эти работы считаются основными, но также он известен, как автор «De Principiis rerum» (1669) и «Explication meґcanique et Physique des fonctions de l’aìme sensitive» (1677). В этих последних работах особенно ярко выражаются его эпикурейские мотивы.